# Daewoo-FSO Polonez Kombi
Daewoo-FSO Polonez Kombi − odmiana kombi samochodu FSO Polonez produkowana w latach 1999−2002 przez Daewoo-FSO.

## Historia i opis modelu

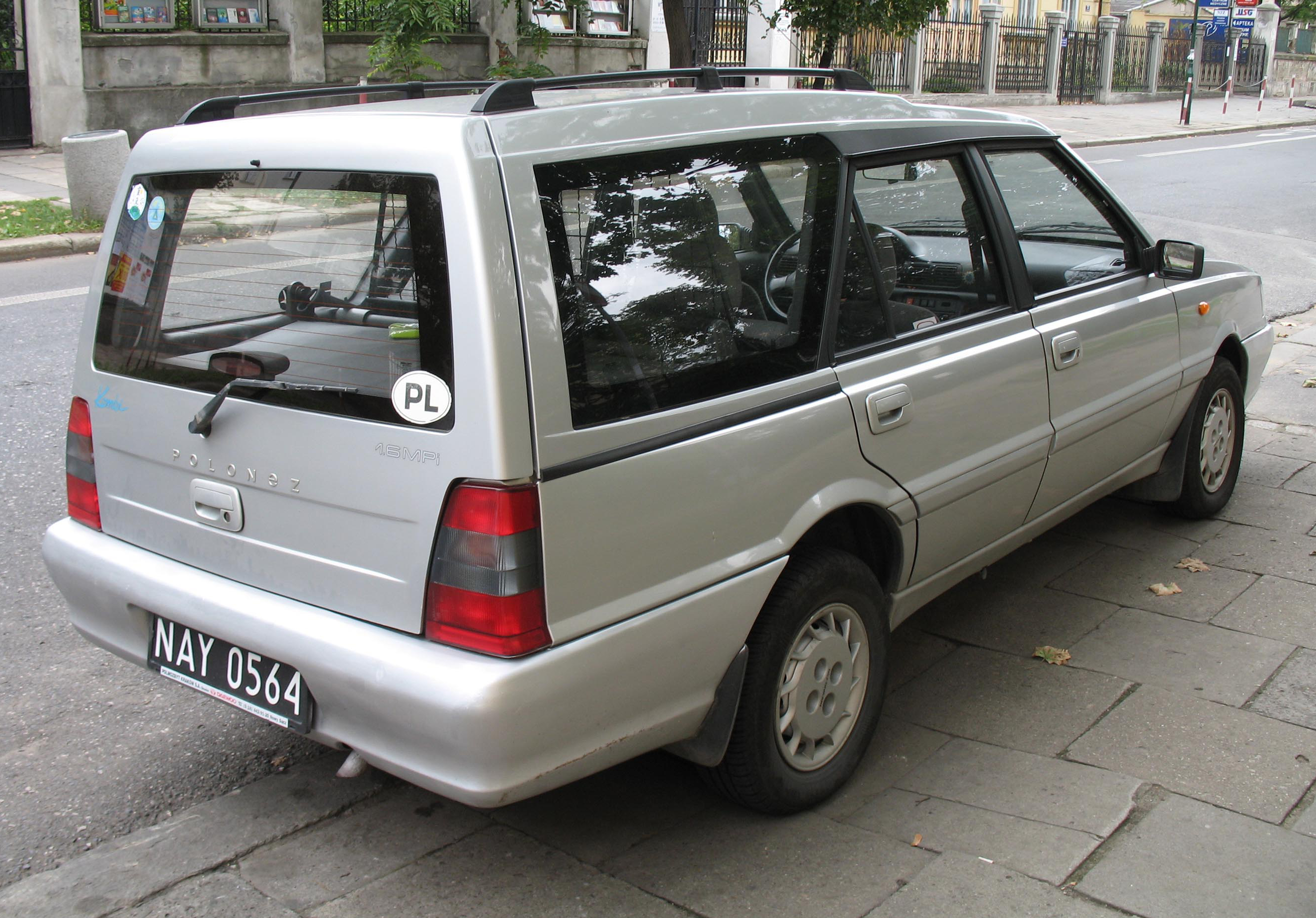
Daewoo-FSO Polonez Kombi − tył pojazdu

Prace nad wersją kombi rozpoczęły się w 1992 roku, dwa lata później na Międzynarodowych Targach w Poznaniu przedstawiono dwa prototypy Poloneza Kombi, które różniły się tylnymi drzwiami. W 1998 roku również na targach poznańskich zaprezentowano kolejny prototyp Poloneza Kombi, lecz tym razem bazujący na modelu Atu Plus. Produkcję tej wersji rozpoczęto 15 kwietnia 1999 roku. Dodatkową przestrzeń uzyskano, montując w tylnej części nadwozia metalową ramę obłożoną włóknem szklanym. W Polonezie Kombi montowano silnik 1.6 MPi z wielopunktowym wtryskiem paliwa. Do wyboru były dwie wersje Poloneza Kombi różniące się ładownością i przełożeniem tylnego mostu: wersja Kombi miała tylny most o przełożeniu 11/43 i ładowność 450 kg, natomiast wersja Van miała wzmocniony tylny most od Poloneza Cargo o przełożeniu 43/10 i ładowność 530 kg. Wersja Van umożliwiała rejestrację Poloneza Kombi jako samochodu ciężarowego. Pojemność bagażnika wynosiła 449 l, a po złożeniu kanapy 1539 l.
W okresie, gdy FSO nie oferowało kombi, przez pewien czas sprzedawano nakładkę bagażnika z tworzyw sztucznych do modelu Caro. W ten sposób powstawała duża przestrzeń załadunkowa porównywalna z normalnym nadwoziem typu kombi. Pokrywa ta była w ofercie do 2000 roku.

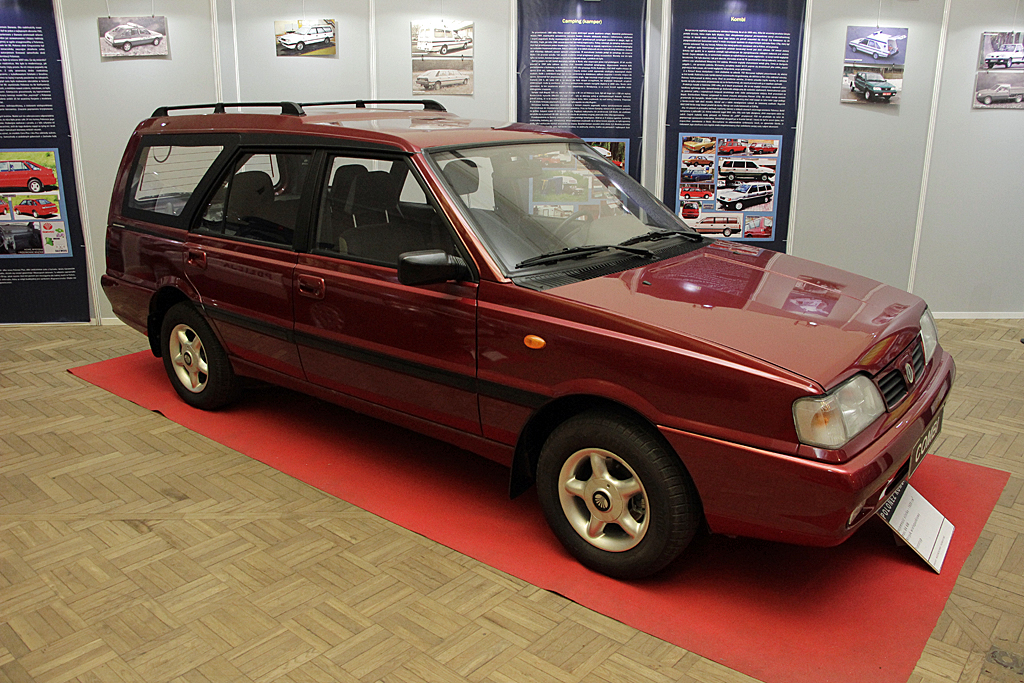
Daewoo-FSO Polonez Kombi − prototyp

W Polonezie Kombi zadbano o wygodę i komfort prowadzenia pojazdu. W wyposażeniu standardowym zastosowano układ wspomagania kierownicy oraz możliwość regulacji jej wysokości. Zaprojektowano czytelną i przejrzystą tablicę rozdzielczą o estetycznych, opływowych kształtach. Zastosowano nowe elementy, takie jak podłokietniki, kierownicę oraz wewnętrzne lusterko. Samochód wyposażony był w obrotomierz, a także mechaniczne otwieranie drzwiczek wlewu paliwa z miejsca kierowcy. Tablicę przyrządów wzbogacono o zegar cyfrowy. Ponadto, w wyposażeniu dodatkowym proponowano elektrycznie opuszczane szyby drzwi przednich, a także elektrycznie sterowane i podgrzewane lusterka boczne. Polonez Kombi posiadał instalację przygotowaną do montażu radia (antenę oraz przednie głośniki).
Latem 2000 roku w sprzedaży pojawiło się ok. 200 sztuk samochodów wyposażonych w klimatyzację za dopłatą ok. 1000 zł. Rok później w sprzedaży pojawiła się krótka seria promocyjna samochodów z pakietem klimatyzacja + aluminiowe felgi za ok. 1200 zł. 22 kwietnia 2002 roku produkcję zawieszono, jednak tak naprawdę definitywnie zakończono, gdyż pozbyto się wszystkich tłoczników niezbędnych do produkcji tego auta (płyty podłogowej, boków nadwozia). Ostatnim wyprodukowanym osobowym egzemplarzem Poloneza serii Plus był model Kombi w kolorze niebieskim.

## Dane techniczne
| Wersja  | Silnik:                  | Układ zasilania:            | Średnica × skok tłoka: | St. sprężania: | Moc maksymalna:                  | Maks. moment obrotowy      | 0-100 km/h: | V-max:   |
| ------- | ------------------------ | --------------------------- | ---------------------- | -------------- | -------------------------------- | -------------------------- | ----------- | -------- |
| 1.6 MPI | R4 1,6 l (1598 cm³), OHV | wielopunktowy wtrysk paliwa | 80 mm x 79,5 mm        | 9,5:1          | 84 KM (62 kW) przy 5000 obr./min | 130 N•m przy 3800 obr./min | 14,8 s      | 155 km/h |